# Lumière Terreaux
Pour les articles homonymes, voir CNP.
Le Lumière Terreaux, anciennement CNP Terreaux, est un cinéma du 1er arrondissement de la ville de Lyon, en France.
Il est classé « art et essai ».

## Description
Il est situé 40, rue du Président-Édouard-Herriot, à proximité de la place des Terreaux.
Ce cinéma est composé de quatre salles de respectivement 113, 59, 43 et 40 places, soit un total de 255 places.
Avec le Lumière Fourmi (en bleu) et le Lumière Bellecour (en rouge), le Lumière Terreaux fait partie du réseau des Cinémas Lumière et sa couleur est le noir.

## Historique
Ouvert par Robert Gilbert en 1976, le CNP Terreaux est le premier que le réseau CNP ouvre à Lyon, après les débuts du réseau à Villeurbanne.
En novembre 2014, l'institut Lumière rachète le CNP Bellecour et le CNP Terreaux,,. Ils ferment temporairement le 14 décembre 2014, en vue de travaux de rénovation (en particulier dans le respect de la nouvelle loi sur l'accessibilité) et sont ensuite placés sous la direction de Sylvie Da Rocha. Le CNP Terreaux rouvre le mercredi 23 mars 2016 ; sa capacité passe de 340 places environ à 255 pour améliorer le confort, et les quatre salles sont désormais entièrement accessibles aux personnes à mobilité réduite. En février 2017, les différents cinémas du réseau Lumière changent de nom, le CNP Terreaux devenant le Lumière Terreaux.